# Politisches System Albaniens

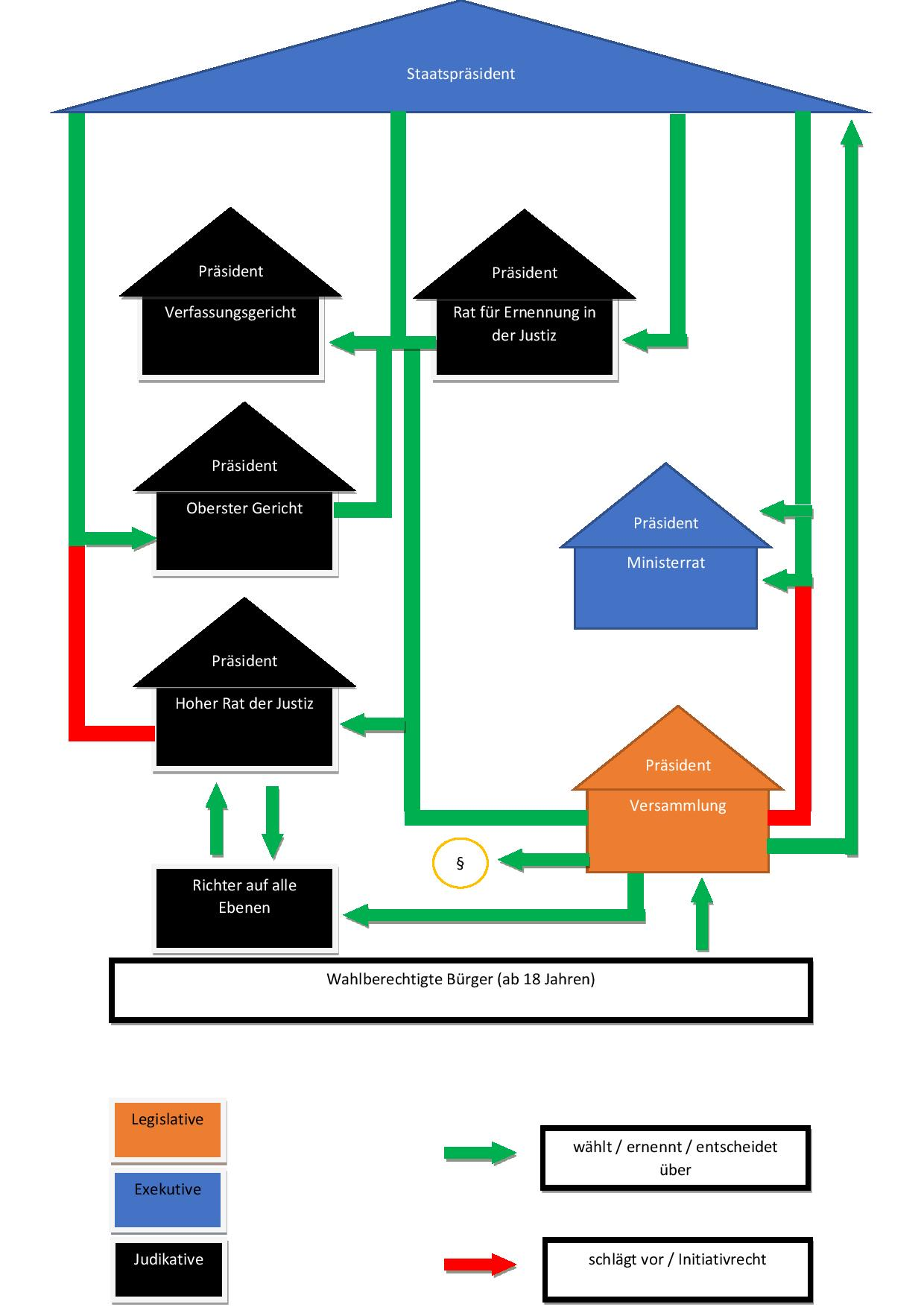
Politisches System Albaniens

Das politische System Albaniens ist eine parlamentarische Republik. Albanien hat ein Einkammerparlament. Die Verfassung vom 28. Dezember 1976 wurde im April 1991 außer Kraft gesetzt. Gleichzeitig wurde die „Sozialistische Volksrepublik Albanien“ in „Republik Albanien“ umbenannt. Am 28. November 1998 wurde eine neue Verfassung per Referendum angenommen.
Kernstücke dieser Verfassung, die bis heute in Kraft ist, sind ein Mehrparteiensystem sowie die Garantie der Meinungs-, Religions-, Presse-, Versammlungs- und Koalitionsfreiheit.
Der Amtssitz des Präsidenten, das Parlamentsgebäude, der Regierungssitz und das Verfassungsgerichtsgebäude stehen alle in der Hauptstadt Tirana.

## Staatsoberhaupt

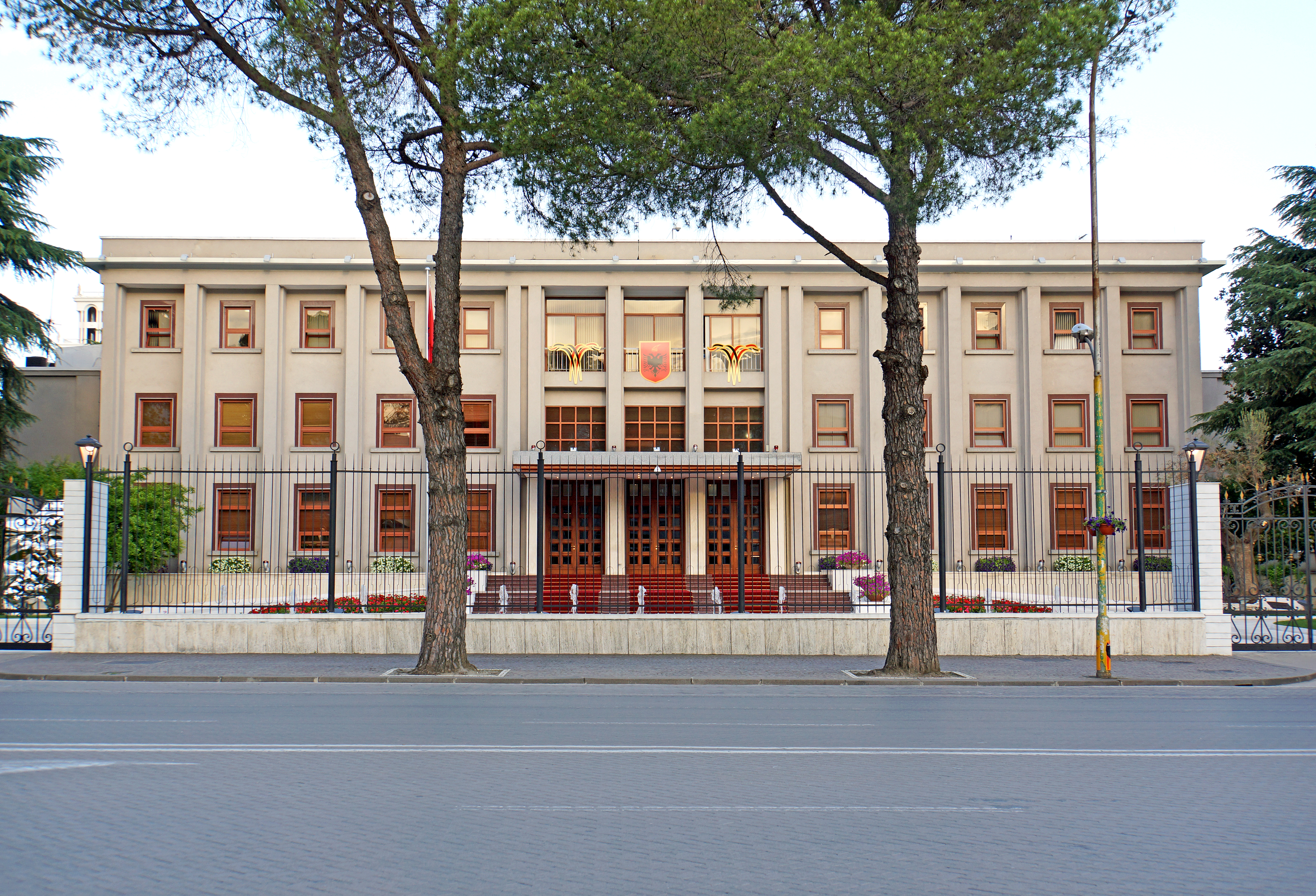
Die Presidenca in Tirana, der Amtssitz des Präsidenten

Staatsoberhaupt ist der Staatspräsident. Dieses Amt hat seit dem 24. Juli 2022 Bajram Begaj inne.
Zusammen mit dem Premierminister übt der Staatspräsident die Kontrolle über die Streitkräfte aus.
Das Parlament wählt den Präsidenten mit der Mehrheit von drei Fünfteln seiner Mitglieder in geheimer Wahl für eine Dauer von fünf Jahren. Zur Wahl wird zugelassen, wer von mindestens 20 Abgeordneten unterstützt wird. Die Ausübung des Präsidentenamts ist auf maximal zwei Perioden zu je fünf Jahren begrenzt. Der Präsident ernennt dann den Premierminister auf Vorschlag der Mehrheit der Parlamentsabgeordneten. Sofern sich das Parlament in drei Anläufen nicht auf einen Vorschlag einigen kann, hat der Präsident das Recht, das Parlament aufzulösen.
Zusammen mit dem Ministerpräsidenten werden die auswärtigen Beziehungen sowie Sicherheitsangelegenheiten bewältigt. Neben diesen Aufgaben ist der Präsident, wie in parlamentarischen Systemen üblich, auf zeremonielle beziehungsweise repräsentative Funktionen beschränkt.
Um das Präsidentenamt bekleiden zu können, muss der Bewerber mindestens die letzten zehn Jahre in Albanien wohnhaft gewesen sein sowie zum Zeitpunkt der Wahl ein Mindestalter von 40 Jahren erreicht haben. Im Vertretungsfall übernimmt der Parlamentspräsident die Amtsgeschäfte des Präsidenten.

## Parlament

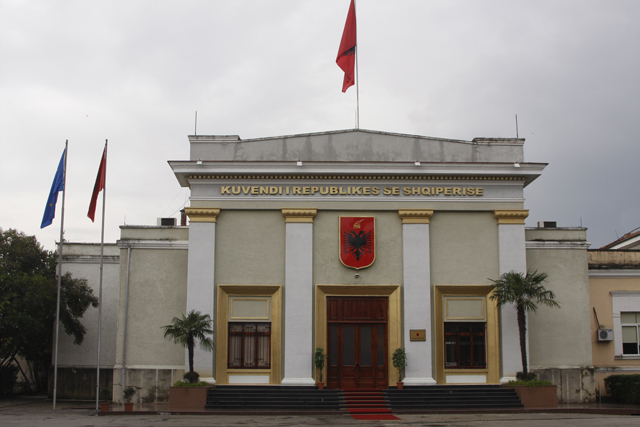
Das Parlamentsgebäude in Tirana

Albanien hat ein  Einkammersystem; neben dem Parlament gibt es kein weiteres Gremium wie Senat, Oberhaus oder Bundesrat. Der Kuvendi i Shqipërisë umfasst 140 Abgeordnete. Die Legislaturperiode beträgt vier Jahre. Die Abgeordneten werden über Listen via Verhältniswahl gewählt. Die Sperrklausel war ursprünglich auf 2,5 % für Parteien und 4 % für Koalitionen festgelegt, wurde jedoch durch eine Verfassungsnovelle im Jahr 2008 auf 3 % bzw. 5 % angehoben und 2021 auf 1 % gesenkt.
Die wichtigsten Aufgaben des Parlaments sind die Gesetzgebung, den Vorschlag an den Präsidenten für das Amt des Premierministers sowie die Billigung des vom Präsidenten ernannten Premierministers sowie der vom Premierminister vorgeschlagenen Minister.
Bei den Wahlen am 25. Juni 2017 wurde  Regierung unter Edi Rama wurde in ihrem Amt bestätigt. Bei den Wahlen im April 2021 erzielte die Partei erneut die absolute Mehrheit (49 % der Stimmen) und 74 von 140 Mandaten, zweite wurde eine Koalition der Demokratischen Partei und diversen kleineren Parteien, die 30 % der Stimmen und 59 Mandate erzielte. Die Partia Socialiste e Shqipërisë (PS) stellt nun somit das dritte Kabinett Rama.
Seit 2021 ist Lindita Nikolla (PS) Parlamentspräsidentin.

## Parteien und Bürgerinitiativen

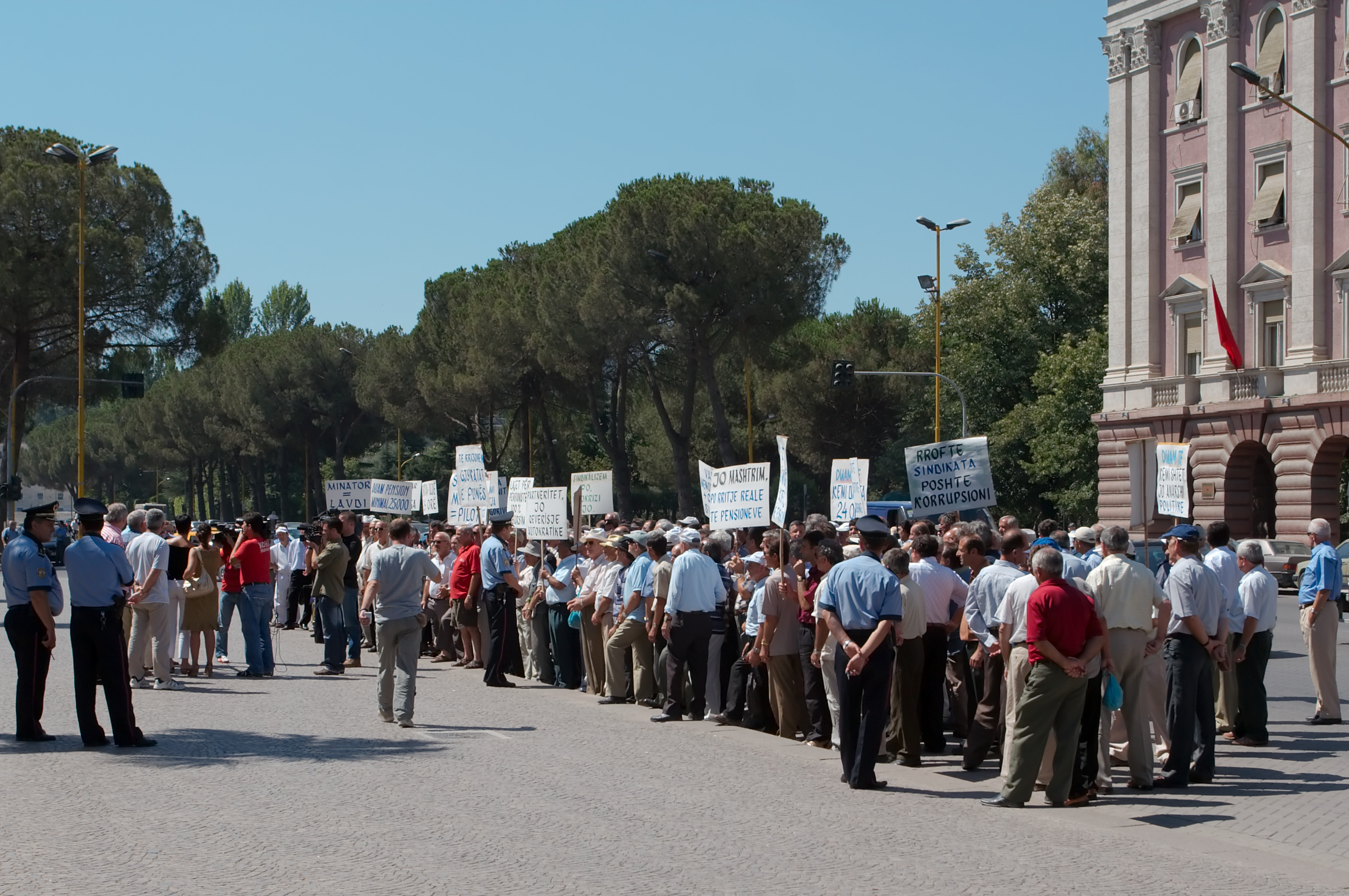
Demonstration von Minenarbeitern vor dem Sitz des Ministerpräsidenten (2007)

In Albanien hat sich das Parteiensystem seit der Einführung einer tieferen Sperrklausel im Jahr 2009 weiter stark zu den zwei Lagern hin polarisiert. Zu den größten Parteien, die auch im Parlament vertreten sind, zählen die sozialdemokratische Partia Socialiste e Shqipërisë (PS), die konservative Partia Demokratike e Shqipërisë (PD), die sozialdemokratische Lëvizja Socialiste për Integrim (LSI), die nationalistische Partia për Drejtësi, Integrim dhe Unitet (PDIU) sowie die sozialdemokratische Partia Socialdemokrate e Shqipërisë (PSD).
Zu den wichtigsten Bürgerinitiativen gehört MJAFT!.

## Regierung

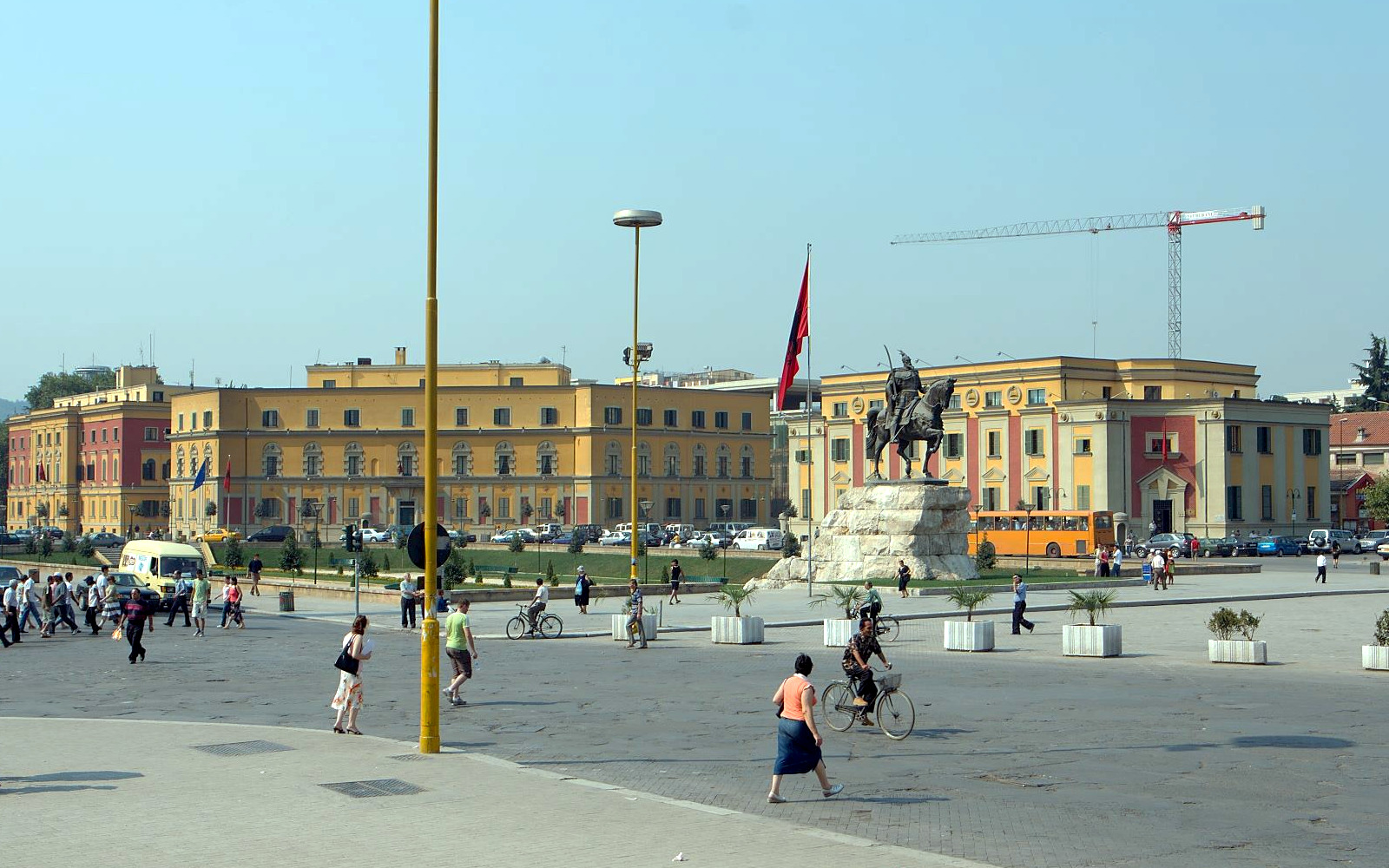
Ministeriumsgebäude am Skanderbeg-Platz in Tirana

Neben dem Präsidenten besteht die Exekutive aus dem Ministerpräsident und den einzelnen Ministern. Seit 2013 bekleidet Edi Rama (2017 wiedergewählt) das Amt des albanischen Ministerpräsidenten.
Neben der Zuständigkeit für die jeweiligen Ressorts obliegt dem Kabinett die Wahrnehmung derjenigen Aufgaben, die nicht bereits einem Verfassungsorgan, einer anderen Behörde oder einer lokalen Ebene zugewiesen sind. Die inhaltlichen Zielsetzungen der Legislaturperiode werden vom Premierminister festgelegt (Richtlinienkompetenz).
Weitere Aufgaben des Premierministers sind die Repräsentation der Regierung sowie die Leitung von Regierungssitzungen, die Verantwortlichkeit für die politische Umsetzung der von ihm festgelegten Ziele, die Koordination und Kontrolle der Arbeit seiner Minister und der administrativen Behörden sowie die Ausfüllung weiterer durch Verfassung oder Gesetz zugewiesener Aufgabenbereiche.
Zum Premierminister kann jeder Abgeordnete vorgeschlagen werden. Das Amt des Ministerpräsidenten ist nicht mit anderen staatlichen Funktionen oder der Leitung beziehungsweise Mitgliedschaft in profitorientierten Organisationen vereinbar.

## Verfassungsgericht
Das Verfassungsgericht (albanisch Gjykata Kushtetuese) besteht aus neun Richtern. Drei davon werden vom Präsidenten ernannt, drei werden vom Parlament gewählt und drei werden vom Obersten Gericht gewählt. Die Mitglieder werden vom Rat für Ernennung in der Justiz in einer Kandidatenliste ausgewählt. Die Aufgabe des Verfassungsgerichts besteht in der Garantie der Verfassung sowie deren Interpretation. Die Verfassungsrichter sind für neun Jahre im Amt ohne die Möglichkeit einer Wiederwahl.
Voraussetzung zur Bekleidung dieses Amts sind ein hoher Schulabschluss in der Justiz und die Ausübung eines Richter-, Staatsanwalts-, Advokaten-, Professoren- oder Rechtslehreramts seit mindestens 15 Jahren. Ein Drittel der Richter wird alle drei Jahre neu benannt. Der Präsident des Verfassungsgerichts wird von den Richtern des Verfassungsgerichts gewählt. Das Höchstalter eines Verfassungsrichters ist auf 70 Jahre festgeschrieben.
Die Entscheidungen des Verfassungsgerichts erfordern die Mehrheit seiner Mitglieder.
Klageberechtigt sind:
- der Präsident
- der Premierminister
- ein Fünftel der Abgeordneten des Parlaments
- Volksanwalt
- Gerichte
- Präsident der hohen staatliche Kontrolle
- Kommissionen für den Schutz der Rechte und Freiheiten
- Hoher Rat der Justiz und Hoher Rat der Staatsanwaltschaft
- Organe lokaler Regierungen
- religiöse Gemeinschaften
- politische Parteien
- Organisationen
- Individuen

Unter bestimmten Voraussetzungen kann ein Richter durch das Verfassungsgericht aus dem Amt entfernt werden.
Seit 2009 ist Bashkim Dedja (* 1970) Präsident des Verfassungsgerichts.

## Regionalverwaltung
Die Republik Albanien ist verwaltungstechnisch in zwölf Qarqe („Regionen“) und 61 Gemeinden eingeteilt. Die jeweiligen Qark-Räte setzen sich durch die Bürgermeister der Gemeinden im Gebiet (Bashkia) zusammen. Der Qark hat in Albanien bestimmte lokale Aufgaben zu erfüllen. So fallen viele Bereiche aus Gesundheit, Bildung, Kultur, Regionalplanung, Umwelt und Wirtschaft diesem Verwaltungsorgan zu.

## Aktuelle Entwicklungen

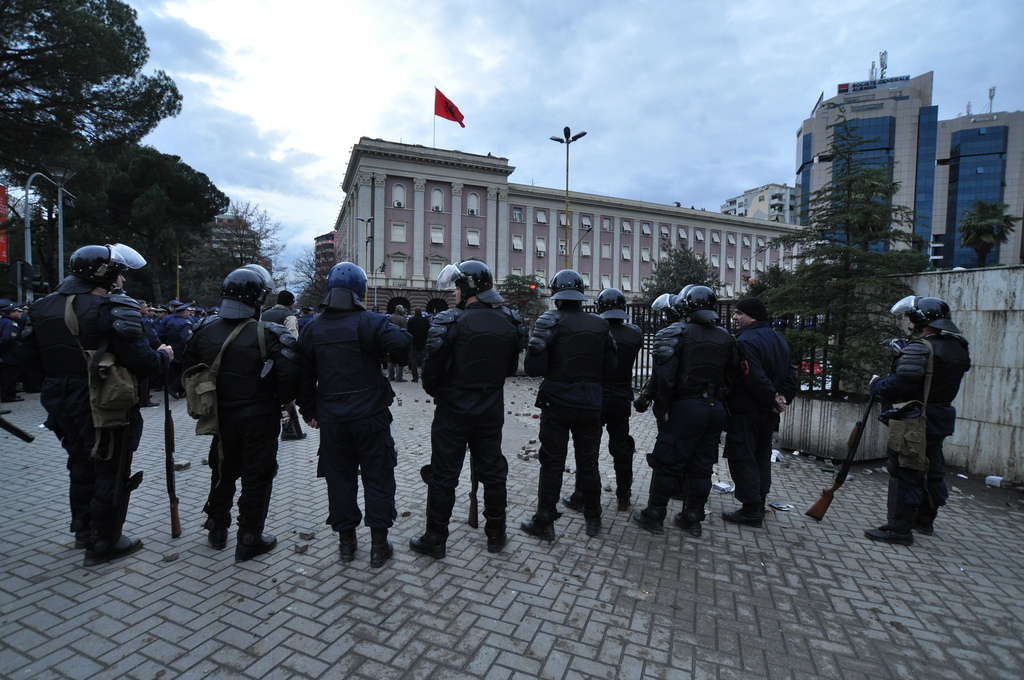
Polizeiaufgebot während der Anti-Regierungsproteste am 21. Januar 2011

Die aktuelle Politik Albaniens wird vor allem durch seine Bemühungen zur Integration in euro-atlantische Strukturen beeinflusst. Seit dem Beitritt zur NATO am 1. April 2009 ist nur noch der Beitritt zur Europäischen Union das Hauptziel der albanischen Politik (siehe auch: Albanien und die Europäische Union). Wichtigste Errungenschaften auf dem Weg dorthin sind bis jetzt das ebenfalls am 1. April 2009 in Kraft getretene Stabilisierungs- und Assoziierungsabkommen mit der EU sowie die Erlangung des Beitrittskandidatenstatus am 24. Juni 2014.
Der politische Alltag wird in Albanien von Rückfällen, Korruptionsaffären und dergleichen überschattet. Es besteht zum Teil eine Polarisierung zwischen den beiden größten politischen Parteien, der Partia Socialiste e Shqipërisë (PS) und der Partia Demokratike e Shqipërisë (PD). Diese Teilung in zwei rivalisierende Blöcke drückte sich zuletzt in einer von 2009 bis 2013 anhaltenden politischen Krise in Albanien aus. Nach der Parlamentswahl im Juni 2009 warfen die oppositionellen Sozialisten, allen voran ihr Vorsitzender Edi Rama, der konservativen PD-Regierung Wahlfälschung vor. Aus Mangel an Kompromiss- und Dialogbereitschaft, wie dies in Albanien oft der Fall ist, vertiefte sich dann die Krise immer mehr und wurde erst im September 2011 teilweise überwunden. Unter anderem boykottierte die PS bis September 2011 fast jede Sitzung im Plenarsaal des Parlaments, auch die Kommunalwahlen im Mai 2011 wurden von einigen Unregelmäßigkeiten überschattet. Spätestens mit den Parlamentswahlen im Juni 2013 und dem darauffolgenden Antreten einer neuen PS-geführten Regierung gilt diese politische Krise, welche die Politik des Landes für einige Jahre gelähmt hat, als beendet.
Zu den größten Herausforderungen, denen sich die neue Regierung stellt, zählen derzeit eine großangelegte Reform des Justizwesens und die zum Teil damit verbundene Bekämpfung der Korruption. Neu einzurichtende Behörden, dazu zählt auch eine Sonderstaatsanwaltschaft, sollen Transparenz und Unabhängigkeit der Judikative gewährleisten. Es wird zudem an einer effizienteren Bekämpfung der organisierten Kriminalität gearbeitet.
Daneben sind auch andere innenpolitische Ereignisse für die weitere Zukunft Albaniens von großer Bedeutung. Unter den wichtigsten sind hier die Rechtsprechung der Verantwortlichen für die Explosionen von Gërdec 2008, die Rechtsprechung der Verantwortlichen für die drei Toten an der Anti-Regierungsdemonstration vom 21. Januar 2011 und einige Korruptionsvorwürfe an führende Politiker wie Ilir Meta (Januar 2011), Fatmir Mediu (2008) und Lulzim Basha (während seiner Amtszeit als Verkehrsminister zwischen 2005 und 2007) zu erwähnen.